# Mauritanie aux Jeux olympiques d'été de 2008
La Mauritanie participe aux Jeux olympiques d'été de 2008 à Pékin.

## Liste des médaillés
laliya Bilal

### Médailles d'Or
| Sport            | Discipline | Sportifs | Performance |
| Médailles d'or : |            |          |             |

### Médailles d'Argent
| Sport                | Discipline | Sportifs | Performance |
| Médailles d'argent : |            |          |             |

### Médailles de Bronze
| Sport                 | Discipline | Sportifs | Performance |
| Médailles de bronze : |            |          |             |

## Athlètes engagés

### Athlétisme
Femme
- Bounkou Camara

Homme
- Souleyman Chebal Moctar

| Épreuve    | Athlète                     | Séries       | Séries | Quarts de finale | Quarts de finale | Demi-finales | Demi-finales | Finale   | Finale |
| Épreuve    | Athlète                     | Résultat     | Rang   | Résultat         | Rang             | Résultat     | Rang         | Résultat | Rang   |
| ---------- | --------------------------- | ------------ | ------ | ---------------- | ---------------- | ------------ | ------------ | -------- | ------ |
| 800 mètres | Souleymane Chabal El Moctar | 1min 57 s 43 | 7e     | -                | -                | -            | -            | -        | -      |